# Pray/XXX feat. KODA KUMI
「Pray／XXX feat. 倖田來未」（プレイ／トリプルエックス・フィーチャリング・コウダクミ）は、2006年2月1日に発売された、SOULHEADの11枚目のシングルである。発売元はソニー・ミュージックアソシエイテッドレコーズ。
XXX feat. KODAKUMIは倖田來未をフィーチャリングという形で発売された。作曲作詞ともにSOULHEAD自身によって行われている。
また、フィーチャリング相手の倖田來未は2005年12月21日に「D.D.D.」という「XXX」と対になる曲を発表している。

## 収録曲
1. Pray
2. XXX feat. KODA KUMI
3. Pray (instrumental)
4. XXX feat. KODA KUMI (instrumental)